# Spirotrocholina
Spirotrocholina es un género de foraminífero bentónico de la familia Spirillinidae, del suborden Spirillinina y del orden Robertinida. Su especie tipo es Turrispirillina incerta. Su rango cronoestratigráfico abarca el Oxfordiense inferior y medio (Jurásico superior).

## Clasificación
Spirotrocholina incluye a las siguientes especies:
- Spirotrocholina granulata †
- Spirotrocholina incerta †